# II Congresso panrusso dei Soviet
Il II Congresso panrusso dei Soviet dei deputati dei lavoratori e dei soldati si tenne a Pietrogrado presso l'Istituto Smol'nyj dal 25 al 27 ottobre (dal 7 al 9 novembre secondo il calendario gregoriano) 1917, proprio mentre scoppiava la rivoluzione d'ottobre. Il Congresso era stato posticipato parecchie volte, dalla metà di settembre al 20 ottobre (2 novembre secondo il calendario gregoriano), fino al 25 ottobre. Furono eletti 649 delegati, che dovevano rappresentare 318 soviet locali, dei quali 195 composti da operai e soldati, 119 da operai e soldati con la partecipazione dei contadini, 46 da operai, 22 da soldati e marinai, 19 da contadini ed uno dai cosacchi. Di questi 649, 390 erano bolscevichi, 160 socialrivoluzionari, 72 menscevichi, 14 socialdemocratici internazionalisti uniti, 6 menscevichi internazionalisti e i restanti 7 appartenevano ad altre fazioni più piccole. Nel corso delle sedute, arrivarono altri deputati, ed i bolscevichi divennero 472. Il Congresso ratificò il passaggio del potere ai soviet. In memoria del Congresso, una placca fu installata nell'Istituto Smol'nyj.

## Risultati delle elezioni
Fonte:
| Liste  | Liste                                                | Voti | %     | Seggi |
| ------ | ---------------------------------------------------- | ---- | ----- | ----- |
|        | Partito Operaio Socialdemocratico Russo (bolscevico) |      | 60,09 | 390   |
|        | Partito Socialista Rivoluzionario                    |      | 24,65 | 160   |
|        | Partito Operaio Socialdemocratico Russo (menscevico) |      | 11,09 | 72    |
|        | Partito Socialdemocratico Internazionalista Unito    |      | 2,16  | 14    |
|        | Menscevichi internazionalisti                        |      | 0,92  | 6     |
|        | Indipendenti                                         |      | 1,09  | 7     |
| Totale | Totale                                               |      | 100   | 649   |

## Svolgimento del Congresso
Fonti:
Il Congresso si riunì nell'Istituto Smol'nyj alle 22:40 del 25 ottobre, mentre avveniva la presa del Palazzo d'Inverno da parte dei bolscevichi. Fu aperto dal menscevico Fëdor Dan, Presidente del Primo Comitato Esecutivo Centrale Abruzzi. Lenin fece un discorso in cui affermò "il governo sovietico proporrà un'immediata pace democratica a tutte le nazioni ed un armistizio immediato su tutti i fronti" e dichiarò "Lunga vita alla rivoluzione!", emanando quelli che sono noti come "Decreto della terra" e "Decreto della pace". In seguito, fu eletto il Presidium, composto da 14 membri del Partito Operaio Socialdemocratico Russo (tra cui Lenin, Kamenev, Grigorij Evseevič Zinov'ev, Jakov Michajlovič Sverdlov e Trotsky), 7 socialrivoluzionari di sinistra ed un membro del Partito Socialista Rivoluzionario Ucraino. Alla prima seduta, i menscevichi e 60 socialrivoluzionari di destra proclamarono una dichiarazione di protesta "contro il colpo di Stato militare e la presa del potere" ed abbandonarono il Congresso. Essi furono imitati da alcuni menscevichi internazionalisti, bundisti e rappresentanti di altri gruppi. Si formò la corrente dei Socialrivoluzionari di sinistra, a cui in seguito presero parte anche alcuni socialrivoluzionari di centro (179 in totale). Raggruppamenti simili avvennero anche nelle altre fazioni. 505 deputati votarono a favore della transizione del potere ai soviet, gli altri 165 erano per il "potere alla democrazia" ed il "potere di coalizione". Si lesse, poi, il rapporto di Vladimir Aleksandrovič Antonov-Ovseenko sulla presa del Palazzo d'Inverno e sull'arresto del governo provvisorio. Alle 5:00, il Congresso approvò "Operai, soldati e contadini", un appello scritto da Lenin e letto da Anatolij Vasil'evič Lunačarskij, nel quale veniva dichiarata la transizione del potere ai soviet, con soli due voti contrari e dodici astensioni.
La seconda seduta iniziò il 26 ottobre (8 novembre secondo il calendario gregoriano) alle 21:00. Il Congresso approvò due decreti scritti da Lenin, il Decreto della pace, approvato all'unanimità, ed il Decreto delle terre, approvato con un voto contrario ed otto astensioni. Alle 4:00, il Decreto per l'Organizzazione del Potere proposto dai bolscevichi fu approvato da una larga maggioranza.
Il Congresso elesse il Comitato Esecutivo Centrale panrusso, composto da 101 membri, tra cui 62 bolscevichi e 29 socialrivoluzionari di sinistra, presieduto prima da Kamenev e poi da Jakov Michajlovič Sverdlov. Il Congresso incaricò il governo provvisorio degli operai e dei contadini ed il Consiglio dei commissari del popolo, che erano formati esclusivamente da bolscevichi, di governare il Paese. Lenin fu nominato Presidente del Consiglio dei commissari del popolo, ossia capo di governo. Inoltre, il Congresso approvò anche decreti per la transizione del potere ai soviet in vari distretti, per l'abolizione della pena di morte al fronte, per l'arresto immediato del governo provvisorio e per la lotta alle attività controrivoluzionarie. Furono approvati anche degli appelli per i cosacchi per incoraggiarli a sostenere i soviet e ai ferrovieri perché mantenessero funzionanti le ferrovie. Il Congresso si concluse il 27 ottobre (9 novembre secondo il calendario gregoriano) alle 5:15.

## Composizione del Presidium
- Partito Operaio Socialdemocratico Russo: 14 (63,64%)
- Partito Socialista Rivoluzionario: 7 (31,82%)
- Partito Socialista Rivoluzionario Ucraino: 1 (4,54%)

## Composizione del Comitato Esecutivo Centrale panrusso
- Partito Operaio Socialdemocratico Russo (bolscevico): 63 (62,38%)
- Partito Socialista Rivoluzionario: 31 (30,69%)
- Indipendenti: 7 (6,93%)

## Composizione del Congresso il 27 ottobre
- Partito Operaio Socialdemocratico Russo (bolscevico) (472)
- Partito Socialista Rivoluzionario di Sinistra (100)
- Socialrivoluzionari centristi (179)
- Partito Socialista Rivoluzionario di Destra (60)
- Partito Operaio Socialdemocratico Russo (menscevico) (72)
- Partito Socialdemocratico Internazionalista Unito (14)
- Menscevichi internazionalisti (6)
- Indipendenti (7)